# Adriana Krúpová
Adriana Krúpová, rozená Polónyová (* 19. listopadu 1962, Košice), je slovenská herečka.
S herectvím začínala v Malém divadelním studiu v Košicích. Po absolvování VŠMU v Bratislavě nastoupila do Státního divadla v Košicích. V roce 1992 přestoupila do Divadla Jonáše Záborského v Prešově. Po mateřské dovolené v roce 1996 znovu nastoupila do Státního divadla Košice a působí tam dodnes.[zdroj?]
Je také autorkou několika rozhlasových her, napsala divadelní hru Posledná Amazonka (1997).